# GLORIOUS (THE ALFEEの曲)
「GLORIOUS」（グロリアス）は、2013年11月13日に発売されたTHE ALFEEの63枚目のシングル。

## 概要
テレビ東京系ドラマ『刑事吉永誠一 涙の事件簿』主題歌。「別れの律動」以来31年振りのドラマ主題歌11月発売シングル。
本作の演奏時間は8分20秒でありTHE ALFEEのシングルA面で最長である（アルバム曲では本作より長い曲が存在する）。
本作は2012年、先ず高見沢ソロ「ULTRA STEEL」ツアーで初披露。映像作品「Takamiy Legend of Fantasia 2012 ULTRA STEEL Live at Tokyo International Forum Sep.01.2012」で視聴可能。
2013年THE ALFEE春ツアーで初披露。高見沢ソロと区別する為、一度は「GLORIOUS II」と題されたが、シングル発売されるに当たり「GLORIOUS」に戻された。
歌詞に登場する「レスポール」は、ツアーで同曲を演奏の際に使用された1978年製のギブソン・レスポール・スタンダードで、実話を基にしている。本作のTYPE-Cのジャケットの画像にも採用されている。
前作に引き続き、ジャケットとボーナストラックの異なる3種類で発売。各盤2013年5月26日NHKホールでのライブ音源を収録。（詳細は後述）
本作から品番が「TO*T」から「TY*T」に変更になった。

## 収録曲
- 全曲　作詞・作曲：高見沢俊彦

### TYPE-A（TYCT-30015）
1. GLORIOUS
編曲：高見沢俊彦 with 鎌田雅人
2. FAITH OF LOVE(Live at NHK Hall May 26, 2013)
編曲：THE ALFEE
3. GLORIOUS (Original Instrumental)

### TYPE-B（TYCT-30016）
1. GLORIOUS
2. Slow Dancer(Live at NHK Hall May 26, 2013)
編曲：THE ALFEE
3. GLORIOUS (Original Instrumental)

### TYPE-C（TYCT-30017）
1. GLORIOUS
2. Saved by The Love Song(Live at NHK Hall May 26, 2013)
編曲：THE ALFEE with 井上鑑
3. GLORIOUS (Original Instrumental)